# 16121 Burrell
16121 Burrell è un asteroide della fascia principale. Scoperto nel 1999, presenta un'orbita caratterizzata da un semiasse maggiore pari a 2,4221481 UA e da un'eccentricità di 0,1095990, inclinata di 0,83493° rispetto all'eclittica.